# Spizella atrogularis
Spizella atrogularis là một loài chim trong họ Emberizidae.